# Pavel Secrier
Pavel Secrier (sinh ngày 11 tháng 1 năm 1991) là một cầu thủ bóng đá người Moldova thi đấu cho Foresta Suceava, ở vị trí tiền vệ.